# 卡氏窄胸紅螢
卡氏窄胸紅螢（学名：Ponyalis gestroi）为紅螢科窄胸紅螢屬下的一个种。